# Usoa Ostolaza Zabala
Usoa Ostolaza Zabala   (Zarautz, 25 de febrer de 1998) és una ciclista basca de ciclisme de carretera, on, actualment competeix amb l'equip Laboral Kutxa - Fundación Euskadi.
El seu triomf més destacat és el Campionat d'Espanya de ruta.

## Palmarès en ruta
- 2024
  -  Campiona d'Espanya en ruta
  - 1a al Tour femení internacional dels Pirineus i vencedora d'una etapa
- 2025
  - Vencedora de dues etapes a la Volta a El Salvador
  - 1a al Tour femení internacional dels Pirineus i vencedora d'una etapa

### Resultats a les Grans Voltes

#### Giro d'Itàlia
- 2024: 16a posició
- 2025: 36a posició

#### Tour de França
- 2024: 24a posició
- 2025: 40a posició

#### Volta a Espanya
- 2023: no surt a la 5a etapa
- 2025: 12a posició